# Parroquia de Evangeline
La parroquia de Evangeline (en inglés: Evangeline Parish), fundada en 1910, es una de las 64 parroquias del estado estadounidense de Luisiana. En el año 2000 tenía una población de 35.433 habitantes con una densidad poblacional de 21 personas por km². La sede de la parroquia es Ville Platte.

## Geografía
Según la Oficina del Censo, la parroquia tiene un área total de 1760 km² (679,5 mi²), de la cual 1720 km² (664,1 mi²) es tierra y 40 km² (15,4 mi²) (2.26%) es agua.

### Parroquias adyacentes
- Parroquia de Rapides - norte
- Parroquia de Avoyelles - noreste
- Parroquia de St. Landry - este
- Parroquia de Acadia - sur
- Parroquia de Allen - oeste

## Carreteras
- U.S. Highway 167
- Carretera Estatal de Luisiana 10
- Carretera Estatal de Luisiana 13
- Carretera Estatal de Luisiana 29

## Demografía
En el 2000 la renta per cápita promedia de la parroquia era de $20,532, y el ingreso promedio para una familia era de $27,243. En 2000 los hombres tenían un ingreso per cápita de $30,386 versus $16,793 para las mujeres. El ingreso per cápita para la parroquia era de $11,432. Alrededor del 32.20% de la población estaba bajo el umbral de pobreza nacional.

## Comunidades
- Basile
- Chataignier
- Duralde
- Mamou
- Pine Prairie
- Bayou Chicot
- Turkey Creek
- Ville Platte
- Lone Pine
- Saint Landry